# 吴展 (红军)
吳展（1899年—1933年），字凌霄，号修翎，原名昌鹏。安徽省舒城县阙店人。中国工农红军将领。

## 生平[1]
1919年秋，考入安庆安徽省立第一中学。1924年春考进黄埔军校第一期。1927年参加广州起义，起义失败后随部转移至海陆丰，并在途中加入中国共产党。1928年春赴上海。1930年冬，吴展被分配到中央军委工作，在周恩来直接领导下工作。1931年被中央军委随张琴秋等人派往鄂豫皖苏区工作，任红十师参谋长。参加了黄安、商潢、苏家埠、潢光等战役的直接指挥。1932年随红四方面军退出鄂豫皖苏区后，参加小河口会议。1933年春，在四川通江被张国焘以“改组派”和“第三党”等莫须有罪名杀害。
1945年，中共七大追认其为革命烈士。